# ترشک (ایذه)
" تَرَشُّک"، روستایی از توابع دهستان سوسن غربی در شهرستان ایذه استان خوزستان ایران است.این روستا ، مرکز بخش سوسن می‌باشد. مردم این روستا از طایفه بویر بندانی دینارانی باب هستند.
از مناطق گردشگری این روستا می‌توان به رودخانه‌ی سیاهچال، قلعه‌ی باستانی قَلِه‌قَلِه (بازمانده‌‌های یک قلعه‌ی باستانی در دامنه‌های کوه گردک و همچنین بازمانده‌های یک دیوار باستانی در اطراف شهر باستانی در دامنه‌ی کوه ) ، قبرستان باستانی کلمونک، قبرستان باستانی آقا پیرامون و امامزاده آقا پیرامون اشاره کرد.

## جمعیت
جمعیت این روستا در سرشماری سال ۱۳۸۵ به مرز ۹۰۰ نفر تجاوز می‌کرد. اما در سرشماری سال ۱۳۹۵ جمعیت روستا حول ۳۰۰ نفر می‌باشد؛ دلیل این کاهش جمعیت هم نبود امکانات مناسب و مهاجرت به شهرهای ایذه، اهواز، اصفهان و شهرهای دیگر است.